# Бураков, Сергей Викторович
Сергей Викторович Бураков (14 апреля 1963) — советский и российский футболист, вратарь.
Воспитанник СДЮСШОР № 3, Алма-Ата, тренер Борис Емелин. С 1980 года — в составе «Кайрата». Дебютировал в чемпионате в 1981 году, когда в августе провёл три матча, в которых пропустил 8 голов. В 1982 году сыграл в высшей лиге два матча, в 1983 в первой — один. В 1984 году перешёл в команду второй лиги «Целинник» Целиноград, но не провёл ни одной игры. В 1985—1986 годах сыграл во второй лиге за «Шахтёр» Караганда 42 матча, в 1986 году вернулся в «Кайрат». В 1987—1988 годах в высшей лиге сыграл 27 матчей, в 1989—1990 годах в первой — 56 матчей. 5 июля 1990 года в гостевой игре против «Тираса» (1:1) вышел на позиции полевого игрока и на 82-й минуте сравнял счёт. В 1991 году сыграл в чемпионате за ташкентский «Пахтакор» пять матчей.
Участник Спартакиады народов СССР 1983 года в составе сборной Казахской ССР.
1992 год начал в чемпионате Казахстана, сыграл за карагандинский «Шахтёр» 10 матчей, один из них в поле. Затем перешёл в команду второй российской лиги «Металлург» Новотроицк. В 1996—1997 годах сыграл 19 матчей в чемпионате Казахстана за «Шахтёр». Профессиональную карьеру завершил в 1998 году в клубе второго российского дивизиона «Иртыш» Тобольск. Затем выступал за любительские «Строитель» Тобольск (1999) и «Титан» Березники (2000). Работал тренером в любительском клубе «Позис» Зеленодольск (2004—2006).
По словам тренера Емелина, Бураков не заиграл на высоком уровне из-за нехватки характера и проблем с нарушением режима.